# Province de Savannakhet

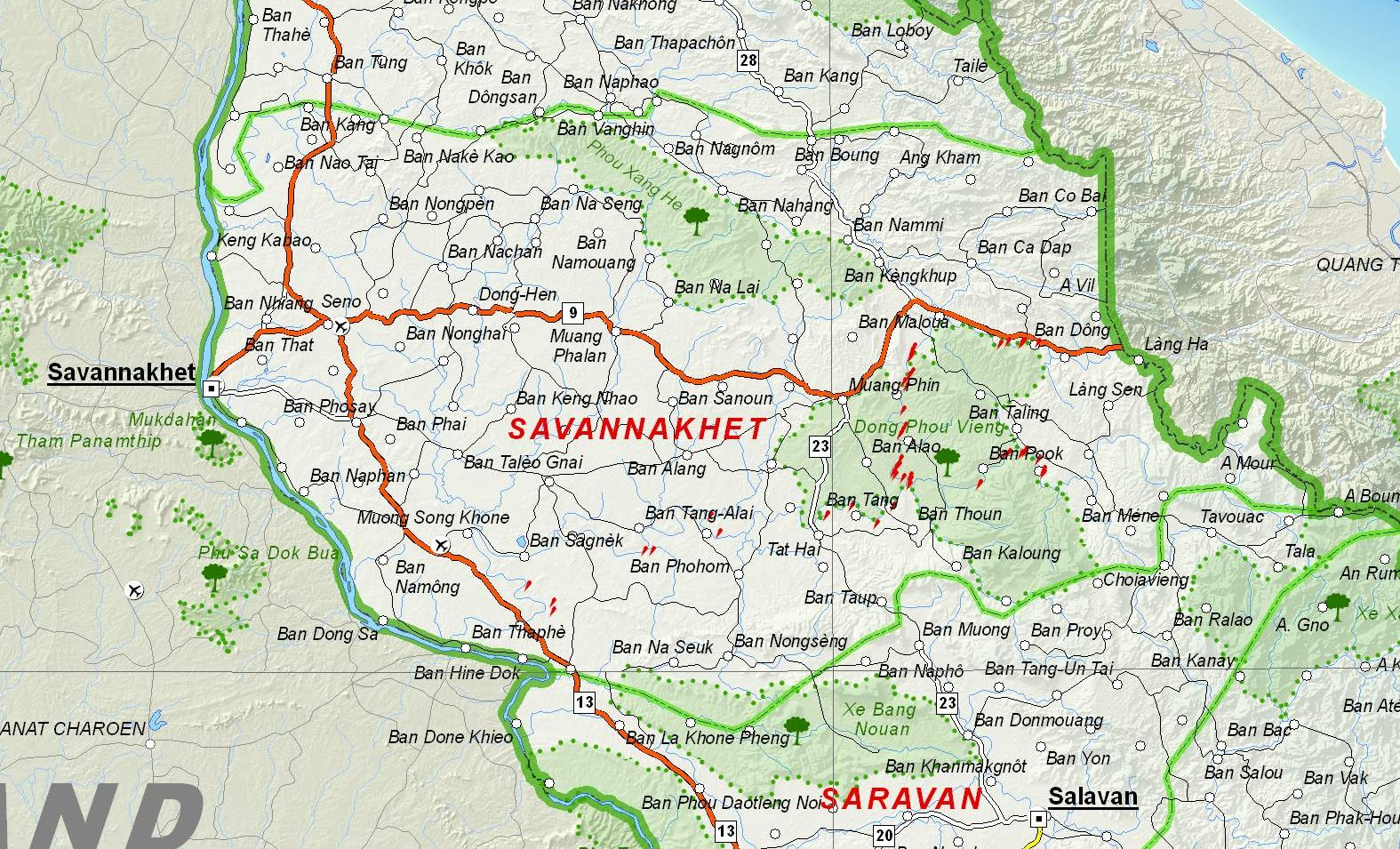
Carte de la province

La province de Savannakhet (Khouèng Savannakhét) est une province du Sud du Laos située entre la province de Khammouane au nord et celle de Saravane au sud. Elle est séparée de la Thaïlande, à l'ouest, par le cours du Mékong, et du Viêt Nam, à l'est, par la cordillère annamitique. C'est la province la plus étendue et la plus peuplée du pays. C'est dans cette province que sont conservés les vestiges les plus intéressants de la piste Hô Chi Minh, principale voie de ravitaillement utilisée par les forces nord-vietnamiennes pendant la guerre d'Indochine.

## Paléontologie

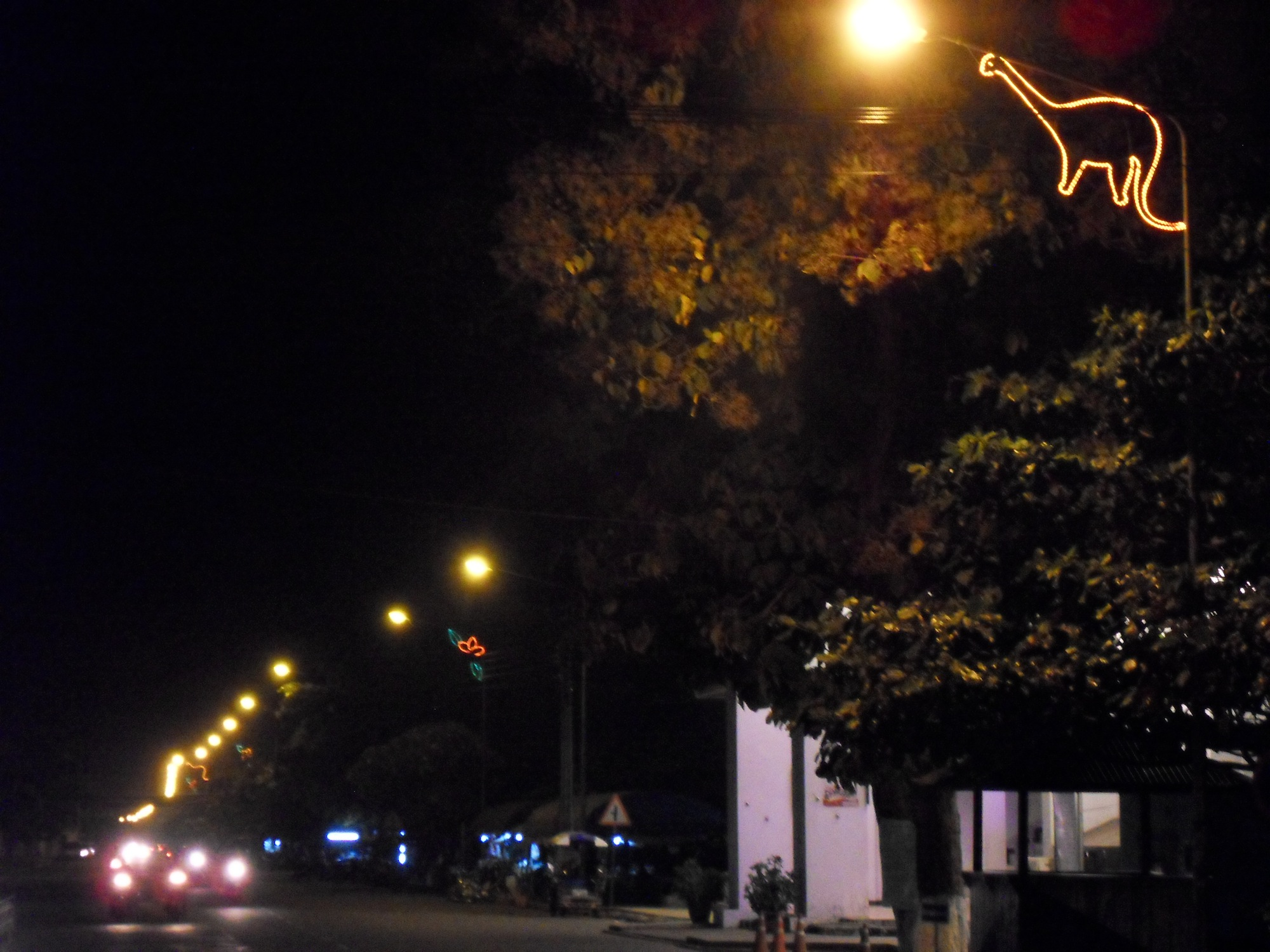
Savannakhet by night : Tangvayosaurus orne les réverbères.

La province possède plusieurs sites fossilifères du Crétacé. Le plus connu est celui de Tang Vay, à 120 km au nord-est de Savannakhet : daté de 110 millions d'années, il a été découvert par le géologue Josué Hoffet en 1936 et à nouveau exploré par des équipes du Muséum national d'histoire naturelle de Paris dirigées par Philippe Taquet à partir des années 1990. Il a livré des arbres fossiles (Araucarioxylon hoffetti), des tortues et surtout un sauropode, Tangvayosaurus hoffetti.
L'Aptien de la province de Savannakhet a aussi livré un psittacosaure, un iguanodon de taille moyenne et quelques os incomplets d'un dinosaure carnivore. Enfin on a trouvé à Pha Lane (sur les berges de la Se Sang Hoy), une piste de théropode.
Beaucoup de ces découvertes sont exposées au Musée des dinosaures de Savannakhet.

## Histoire
L'occupation humaine est ancienne : les premiers outils en pierre de la province sont datés entre 100 000 et 12 000 ans. Les premiers outils en bronze remontent à 2000 ans avant notre ère.
La culture Dong Son est représentée par plusieurs tambours de bronze. Le musée de Savannakhet expose notamment 3 petits tambours (ø de 50 cm) et 2 très grands (ø d'un mètre ou +), très endommagés et très décorés, découverts en 2001 dans le district de Sépon et en 2008 le long des berges du Mékong. Leurs poignées imitent la vannerie.
La région a été ensuite été le centre de la principauté (ou royaume) de Sikottaboum (ou Sikhottabong : on lui devrait le premier stûpa du Vat Sikhottabong de Thakhek). Ce royaume avait sa capitale au nord-ouest de la province, dans le village actuel de Nong Huathong, sur les berges orientales de la Se Bangfay (rivière Bangfay), à une dizaine de kilomètres à l'est du Mékong (16° 55′ 48,89″ N, 104° 51′ 07″ E). En avril 2008, on y a découvert par hasard un trésor comprenant 8,5 kg d'objets d'or et 18,7 kg d'objets d'argent. On a également découvert le pilier de fondation de la ville et des traces de ses remparts de brique.
Il existe également des ruines khmères pré-angkoriennes remontant aux VIe – VIIe siècles dans le district de Xaypouthong, au sud de Savannakhet, et d'autres artefacts, yoni et lingam principalement, ont été découverts dans la province.

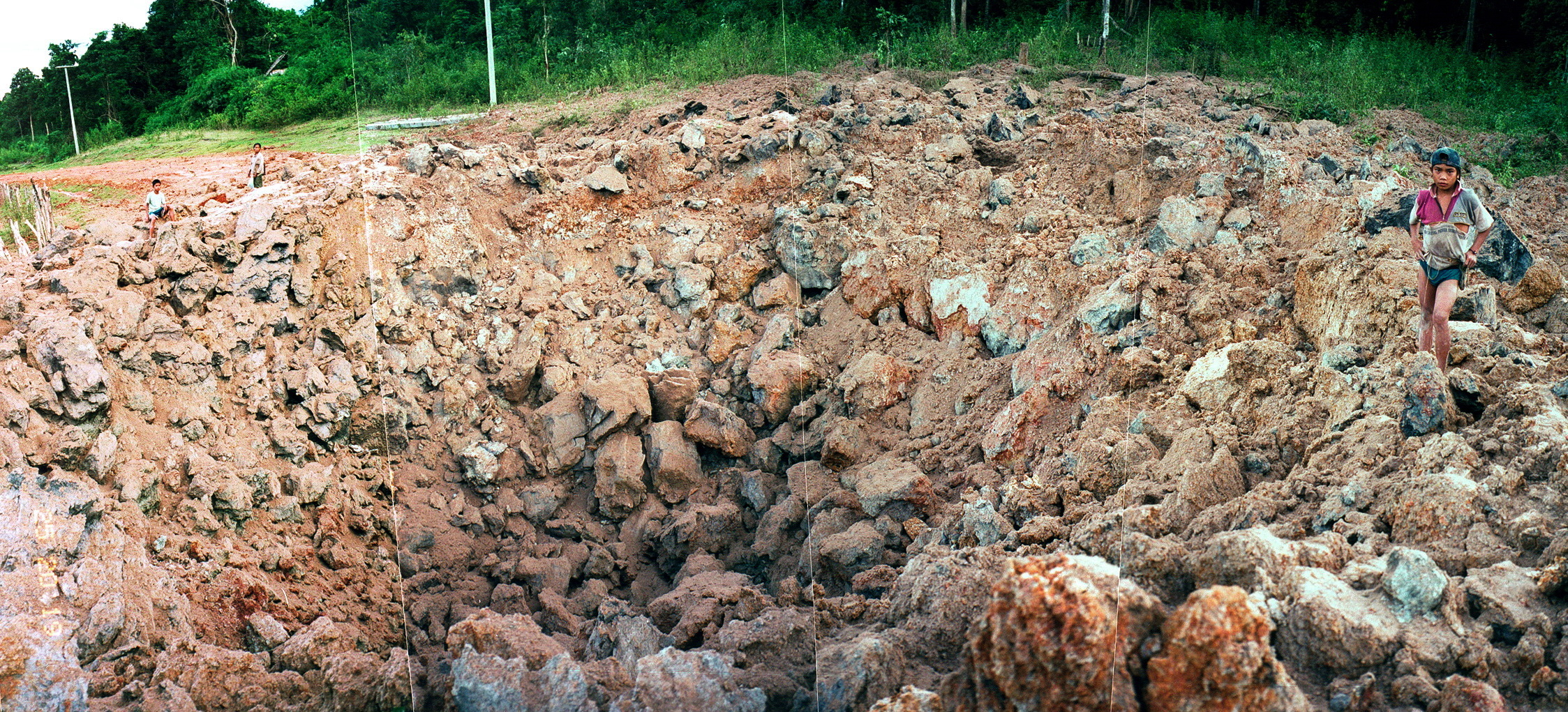
Cratère causé par l'explosion d'une bombe américaine de 400 kilos dans l'est de la province en 2000.

Au XXe siècle, la province de Savannakhet a été un des sièges de la lutte pour l'indépendance. Kaysone Phomvihane et de nombreux leaders révolutionnaires en sont originaires. Durant la guerre du Viêt Nam, l'Est de la province, traversé par la piste Hô Chi Minh a été intensivement bombardé par les forces loyalistes et américaines. Certaines zones sont encore sous la menace des munitions non-explosées.

## Géographie
La province, la plus grande du pays, a une surface de 21 774 km2. Elle est limitrophe de la province de Khammouane au nord, des provinces vietnamiennes de Quảng Bình et Quảng Trị à l'est, de la province de Saravane au sud et des provinces thaïlandaises d'Ubon Ratchathani, Amnat Charoen et Mukdahan à l'ouest.
La province est séparée de la Thaïlande par le Mékong à l'ouest et du Viêt Nam par la chaîne Annamitique à l'est. 60 % de son territoire sont recouverts de forêts.

## Aires protégées
La province de Savannakhet compte plusieurs aires protégées sur son territoire : l'aire protégée de Dong Phou Vieng (en) (1 970 km2) où l'on peut notamment voir des semnopithèques à coiffe et des doucs, l'aire protégée de Phou Xang He (en) (1 099 km2) où se trouvent des éléphants et l'aire protégée de Xe Bang Nouan partagée avec la province de Saravane (1 500 km2),.

## Divisions administratives
La province est découpée en 15 muangs (ou districts), :
| Carte | Code                                                                   | Nom     | Population (2015) | Superficie (km2) |
| ----- | ---------------------------------------------------------------------- | ------- | ----------------- | ---------------- |
|       |                                                                        |         |                   |                  |
| 13-01 | District de Kaysone Phomvihane (anciennement district de Khanthabouly) | 125 622 | 651               |                  |
| 13-02 | District d'Outhoumphone                                                | 90 945  | 1 014             |                  |
| 13-03 | District d'Atsaphangthong                                              | 46 029  | 673               |                  |
| 13-04 | District de Phine                                                      | 65 085  | 3 299             |                  |
| 13-05 | District de Sepone                                                     | 56 213  | 2 097             |                  |
| 13-06 | District de Nong                                                       | 29 622  | 1 833             |                  |
| 13-07 | District de Thapangthong                                               | 40 584  | 2 116             |                  |
| 13-08 | District de Songkhone                                                  | 100 006 | 1 385             |                  |
| 13-09 | District de Champhone                                                  | 109 174 | 1 065             |                  |
| 13-10 | District de Xonbuly                                                    | 60 347  | 1 373             |                  |
| 13-11 | District de Xaybuly                                                    | 59 774  | 913               |                  |
| 13-12 | District de Vilabuly                                                   | 39 215  | 1 756             |                  |
| 13-13 | District d'Atsaphone                                                   | 59 580  | 1 482             |                  |
| 13–14 | District de Xayphouthong                                               | 47 404  | 588               |                  |
| 13–15 | District de Phalanxay                                                  | 40 097  | 1 047             |                  |

## Démographie
La population de la province est de 671 581 habitants en 1995 et de 825 902 habitants en 2005. En 2015, la province compte 969 697 habitants ce qui en fait la plus peuplée du pays avec environ 15 % de la population totale. La densité de population, l'une des plus hautes du pays, est de 45 habitants par km2. 22,2 % des habitants vivent en zone urbaine, 73,6 % dans des zones rurales accessibles par la route et 4,2 % dans des zones non accessibles par la route. La capitale et plus grande ville de la province, Savannakhet, est la deuxième ville du pays derrière Vientiane avec 91 684 habitants en 2015.
La population est formée de Lao loum, Thaï dam, de plusieurs groupes mineurs dont les Môn-khmers (Laven, Katangs, Kapo, Suay, Kalèng), de Vietnamiens et Chinois.

## Économie
L'agriculture est encore pauvre, surtout dans l'Est de la province, en raison du grand nombre de munitions non-explosées (la province compte pour environ 25 % des victimes laotiennes de ces armes). Les autres ressources comportent notamment :
- mine d'or et de cuivre de Sepon (40 km au nord de la ville de Sepon) ; la production d'or a commencé en décembre 2002, celle de cuivre début 2005[8] ;
- carrière de gypse (exporté vers le Viêt Nam) ;
- casino Savan Vegas à Savannakhet (destiné aux Thaïlandais : les jeux d'argent sont interdits en Thaïlande) ;
- plusieurs zones économiques spéciales en cours de constitution.

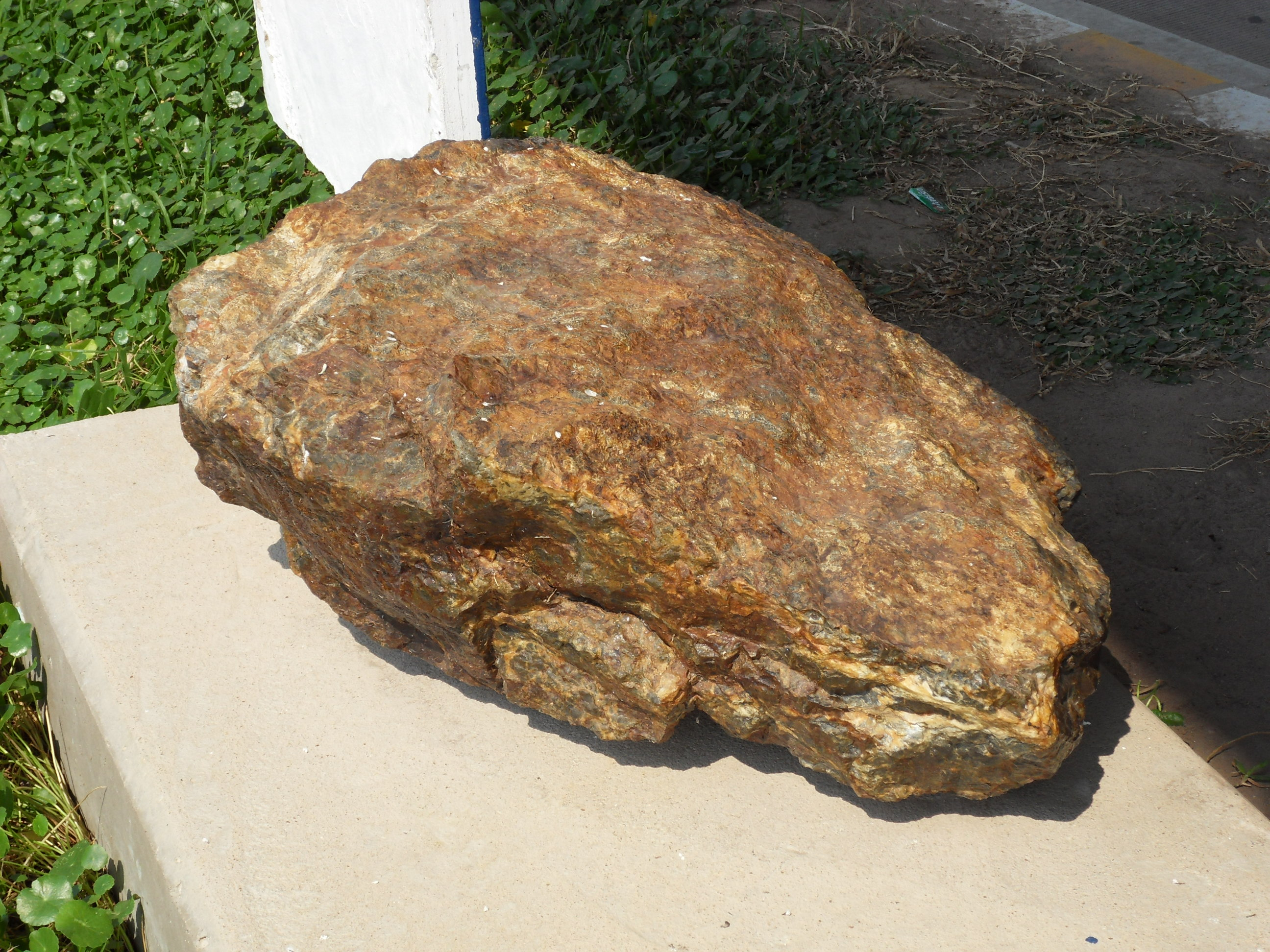
Minerai aurifère exposé près du Second pont de l'amitié lao-thaïlandaise.
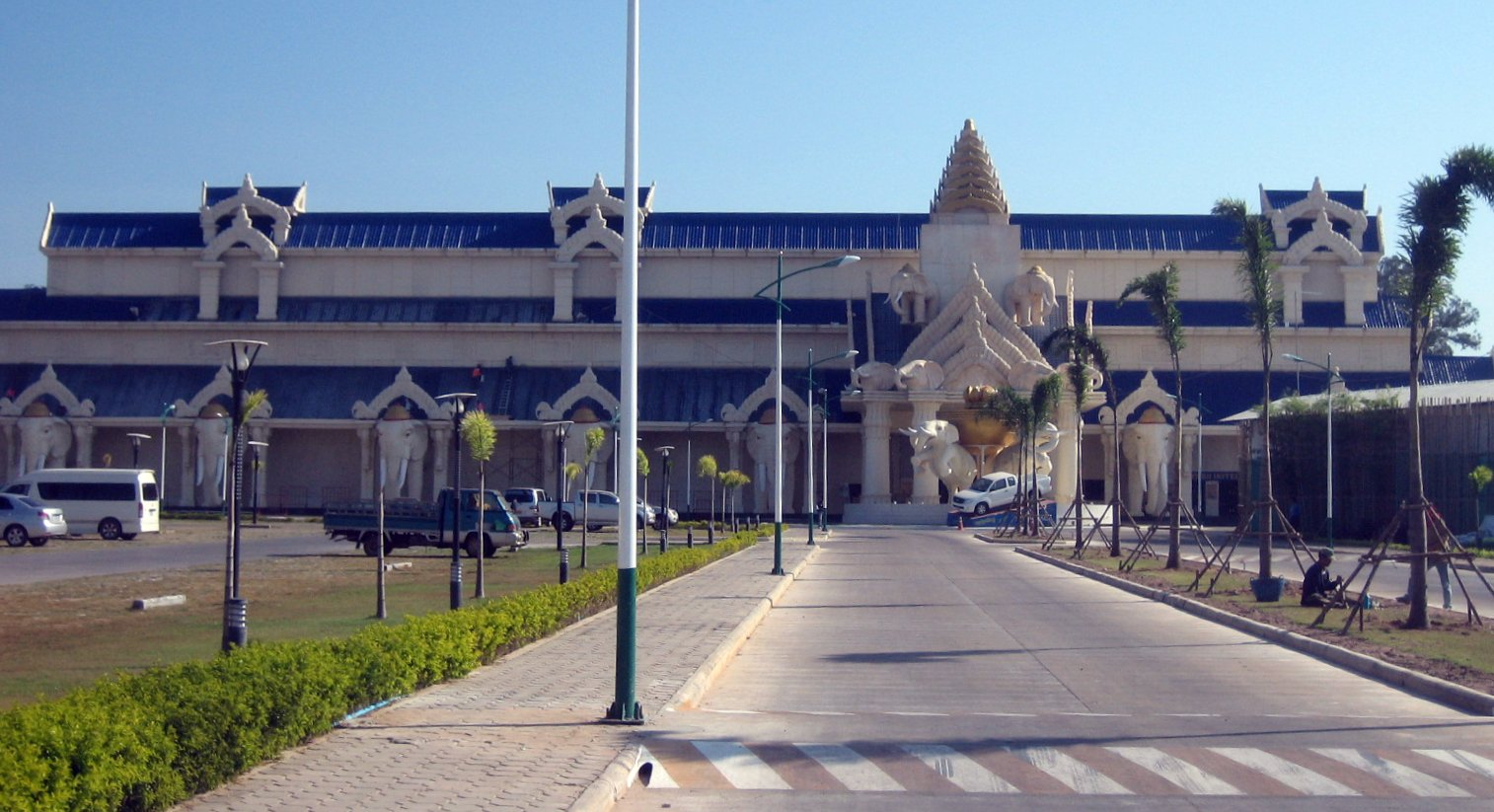
Casino Savan Vegas.
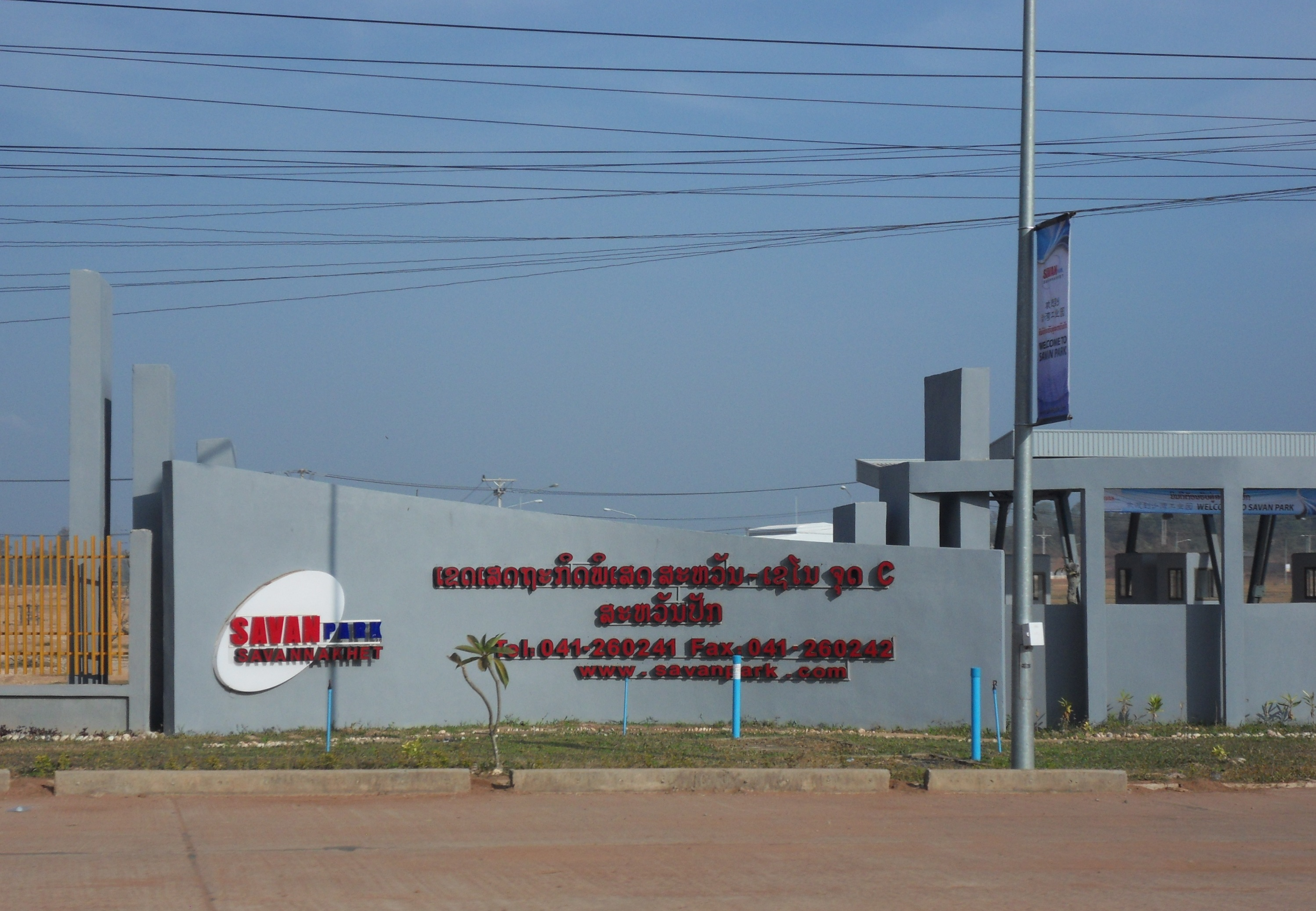
SavanPark, une zone économique spéciale à l'est de Savannakhet.

## Tourisme
En 2017, 724 243 touristes internationaux et 341 364 touristes domestiques ont visité la province. Le territoire compte 45 hôtels et 160 maisons d'hôtes pour un total de 4 521 chambres et 5 823 lits à la même date. Les principales attractions sont notamment les monuments du centre historique de Savannakhet, le site sacré That Ing Hang où le roi indien Ashoka aurait bâti un monument en 225 av. J.-C. et les vestiges de la piste Hô Chi Minh.

## Transports
Le Deuxième pont de l'amitié lao-thaïlandaise, ouvert depuis 2006, permet de relier Savannakhet à la province de Mukdahan en Thaïlande. Sa longueur est de 1 600 mètres. La route nationale 13 longe l'ouest de la province et permet d'aller vers le nord en direction de Vientiane ou vers le sud en direction de Paksé. Depuis Savannakhet, la route 9 traverse la province vers l'est en direction de Dông Hà au Viêt Nam.
La compagnie Lao Airlines dessert Vientiane, Paksé et Bangkok depuis l'aéroport de Savannakhet.